# Peking Déli pályaudvar

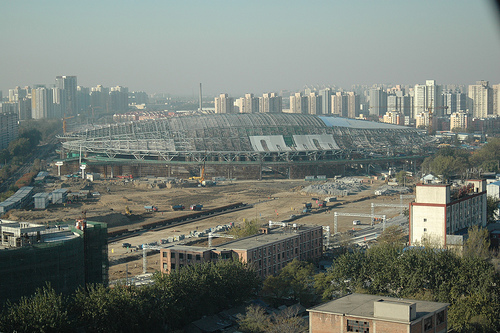
Peking Déli pályaudvar 2007. november 10-én

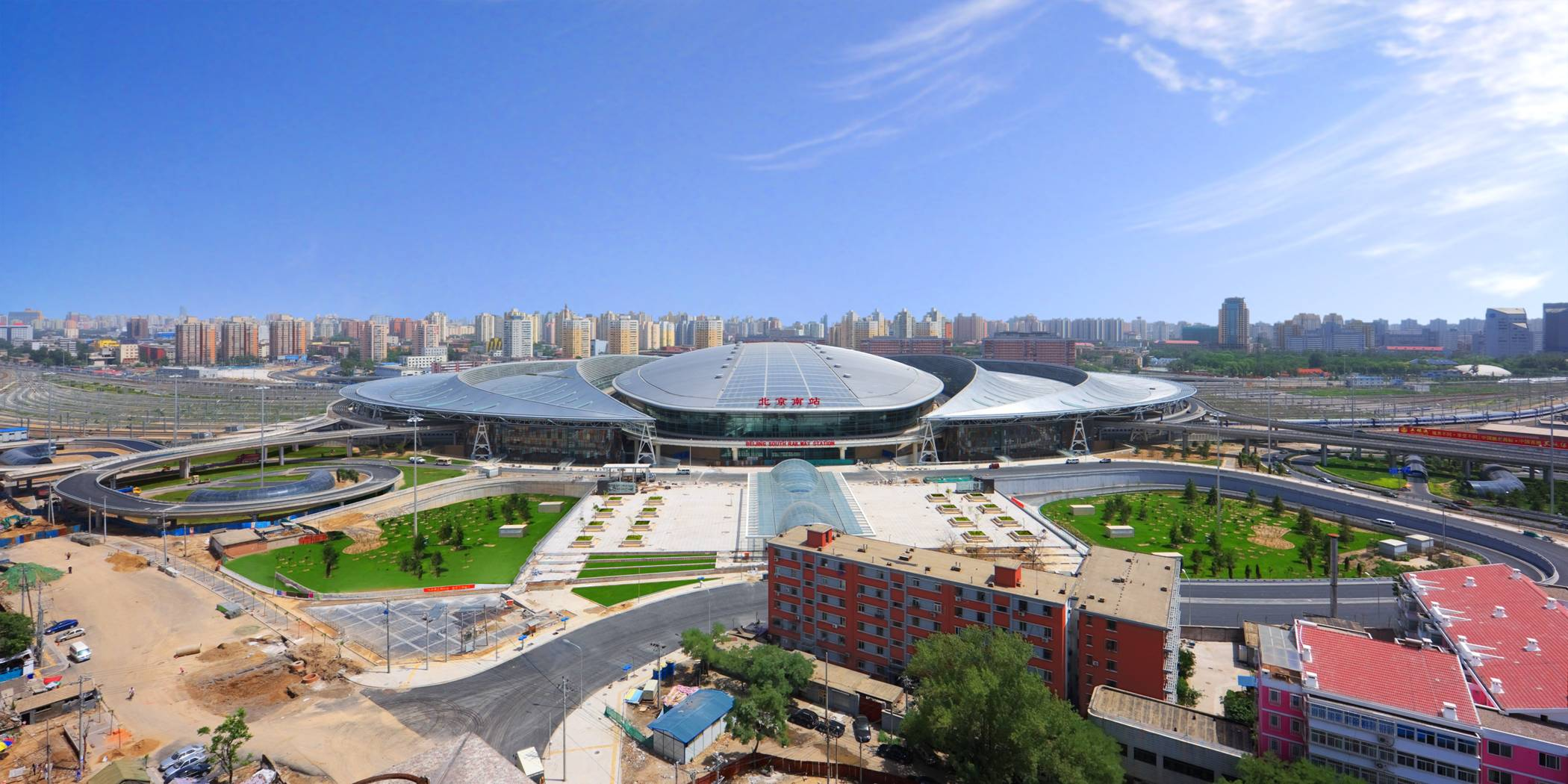
Az állomás madártávlatból

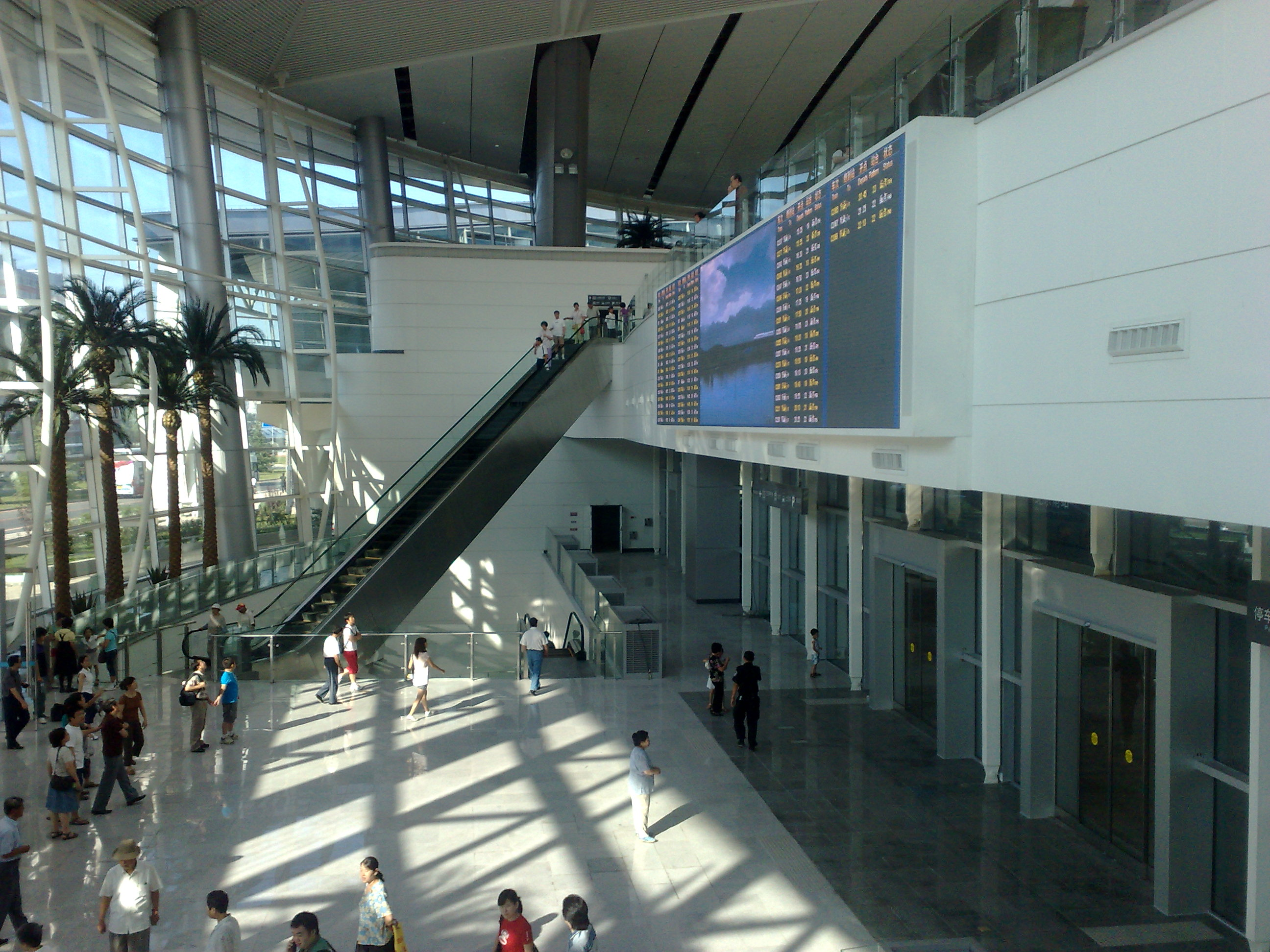
Az állomás belseje

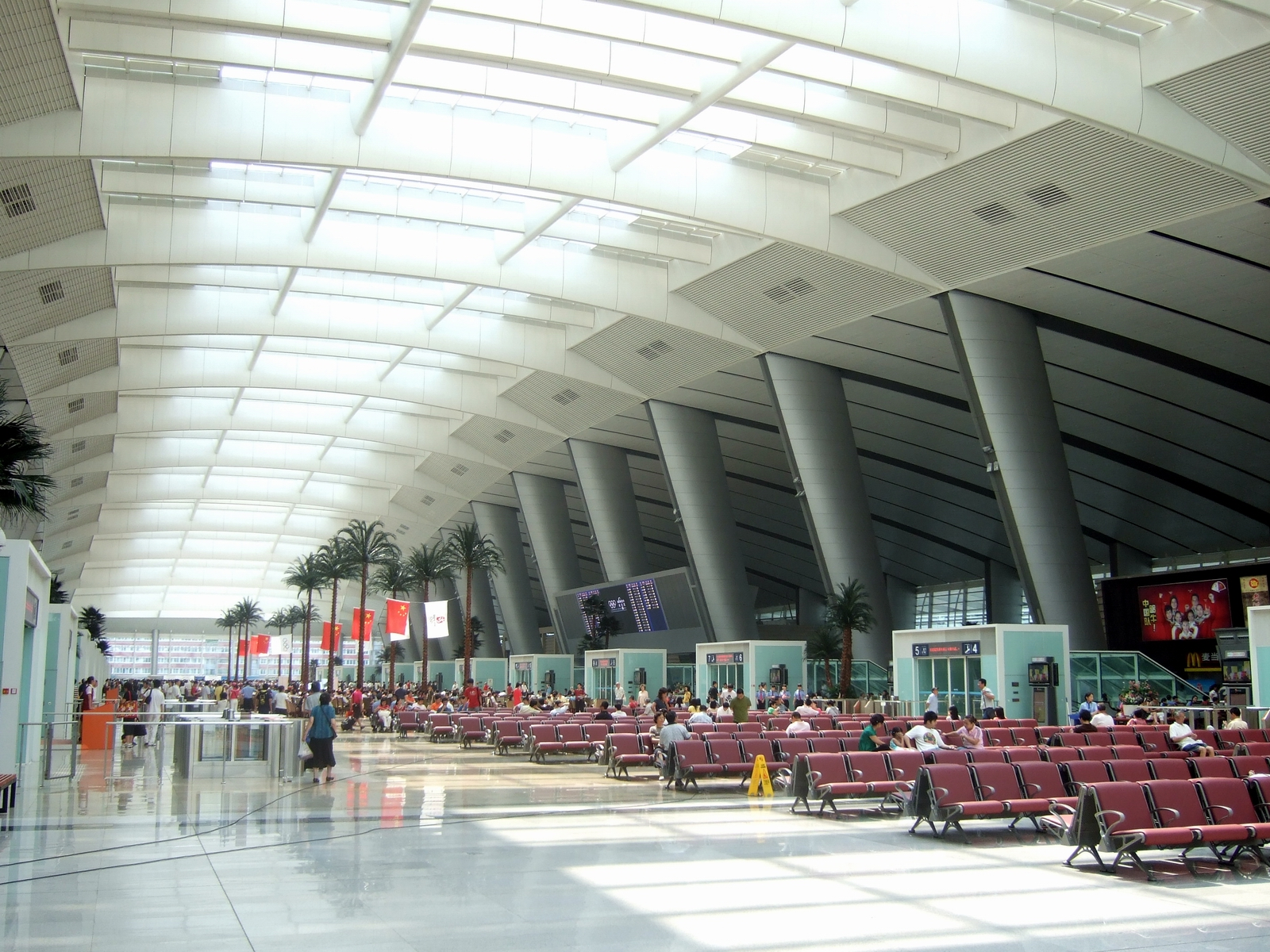
Váróterem

A Peking Déli pályaudvar (kínai írással: 北京南站) csúcskategóriás vasútállomás Kínában, Peking déli részén.

## Története
A pályaudvar 2008. augusztus 1-jén nyitott meg a pekingi olimpia kezdetére.
Az új állomás leváltotta az öreg Peking Déli pályaudvart, a (Yongdingmen Railway Station)-t, ami 500 m-re található az új állomástól. A régi épület 1897-től működött 2006-ig. Az új Peking Déli pályaudvar állítólag a legnagyobb Ázsiában, a harmadik jelentős pályaudvara Pekingnek a Peking Főpályaudvar és a Peking Nyugati pályaudvar után. Az állomás a nagysebességű vonatok pekingi végállomása lesz, köztük a Peking–Tiencsin nagysebességű vasútvonalnak, ahol 346 km/h feletti sebességgel száguldanak a vonatok.

## Az épület
Az óriási ovális alakú állomást Terry Farrell and Partners építész iroda tervezte. Az épületet kevesebb mint három év alatt építette összesen 4000 munkás több mint 60 000 tonna acélból és 490 000 köbméter betonból. Az üvegmennyezetet 3246 db napkollektorral szerelik fel, hogy elektromos áramot termeljen. A szerkezet mint egy sugár terül szét és a Pekingi Nemzeti Stadion 258 000 négyzetméteres területénél is nagyobb, 320 000 négyzetméteres.
Az állomáson 24 vágány van, forgalma maximum 30 000 utas/óra. A váróterem 251 000 négyzetméteres, ahol összesen 10 000 utas tud várakozni.

## Helyi közlekedés
A Peking Déli pályaudvar megközelíthető a 300-as és a 458-as autóbusszal és taxival. A pályaudvart a 4-es és a 14-es metróvonal érinti.

## Vasútvonalak
Az állomást az alábbi vasútvonalak érintik:
- Peking–Sanghaj-vasútvonal
- Peking–Sanghaj nagysebességű vasútvonal
- Peking–Tiencsin nagysebességű vasútvonal

## Kapcsolódó állomások
A vasútállomáshoz az alábbi állomások vannak a legközelebb:
- Peking Főpályaudvar (Peking Főpályaudvar, Peking–Sanghaj-vasútvonal)
- Fengtaj állomás (Sanghaj pályaudvar, Peking–Sanghaj-vasútvonal)
- Langfang railway station (Sanghaj Hungcsiao pályaudvar, Peking–Sanghaj nagysebességű vasútvonal)
- Yizhuang railway station (Binhai railway station, Peking–Tiencsin nagysebességű vasútvonal)